# 高井悌三郎
高井 悌三郎（たかい ていさぶろう、1911年（明治44年）1月3日 - 2004年（平成16年）9月28日）は、日本の考古学者・教育者。考古学者としては、日本の地方郡衙の調査研究で先駆的な成果を上げた。元甲陽学院中学校・高等学校教諭。

## 略歴
1911年（明治44年）1月3日、富山県射水郡伏木町（現・高岡市）中道に生まれる。伏木町立尋常高等小学校、富山県立高岡中学校、第四高等学校を経て、1931年（昭和6年）4月に京都帝国大学文学部に入学。大学では西田直二郎らの教えを受ける。大学を1934年（昭和9年）3月に卒業した翌月に茨城県立水戸第二高等女学校講師兼茨城県女子師範学校（茨城県女子師範学校は後，茨城師範学校となる）講師として茨城県に着任する。茨城県には1947年（昭和22年）まで住んでおり、最終的には茨城師範学校教授にまで昇任した。
茨城県在住中、真壁郡新治村（後協和町、筑西市に変遷する）古郡にある遺跡の発掘調査を当地の地主藤田清と共に行い、この遺跡が新治廃寺跡、新治郡衙跡であることを明らかにした。国内の地方郡衙の概要が明らかにされたのは、この発掘調査が初めてのことであり、高井はこの新治廃寺跡、新治郡衙跡発掘調査・研究で考古学界から注目された。
1947年（昭和22年）3月に茨城師範学校を退職し、翌月、兵庫県西宮市にある甲陽学院中学校・高等学校教諭に就任し、住居も西宮市に移した。学校で社会と日本史を教える一方、考古学研究者としては田岡香逸、宮川秀一と共に甲陽史学会の設立メンバーの一人となり、兵庫県内、茨城県内の遺跡の発掘調査・研究を行った。また『茨城県史』、『伊丹市史』の編纂にも携わった。
甲陽学院を1976年（昭和51年）3月に退職した後、同年7月に辰馬考古資料館の初代館長に就任し、2001年（平成13年）10月まで館長を務めた。
2004年（平成16年）9月28日に93歳（享年94歳）で死去。存命中は文化財審議委員等の委嘱を兵庫県、宝塚市、尼崎市、伊丹市等の自治体から受けており、文化財の調査・保護にも尽力している。
死去翌年の2005年10月8日から12月4日にかけて辰馬考古資料館にて『高井悌三郎氏の調査の足跡』と題した高井の足跡をたどる展覧会が開催された。

## 調査研究に関わった遺跡
高井が調査研究に関わった遺跡の内、主なものには以下のようなものがある。
- 新治廃寺跡、上野原瓦窯跡、新治郡衙跡遺跡（茨城県筑西市）

高井の名を高めた新治廃寺、新治郡衙跡の調査研究は、この地の地主である藤田清が書いた『常陸の不動倉』（『社会経済史学』第5巻第3号（1935年6月）pp.116-117）を高井が読んだことから始まった。自身が住む新治村古郡にある遺跡が新治郡衙跡である可能性を指摘していた藤田の記事に関心を持った高井は、藤田の元を訪れ藤田と交流を持つようになった。そして藤田の協力のもと発掘調査が1939年（昭和14年）から1943年（昭和18年）にかけて行われた。高井はこの発掘調査を当時の最先端の遺跡調査法を取り入れて行い、結果、古郡の遺跡が新治廃寺跡、上野原瓦窯跡、新治郡衙跡であることを明らかにした。国内の地方郡衙の概要が明らかにされたのはこの調査が初めてであり、地方郡衙研究を進展させた高井の業績は大きなものがある。
この調査をまとめた書、『常陸国新治郡上代遺跡の研究』（桑名文星堂、1944年）により高井の名は国内考古学界に知られるようになった。
- 台渡里廃寺跡（茨城県水戸市）

茨城県在住中の1939年（昭和14年）から1943年（昭和18年）にかけて、高井によって調査された。この調査結果から1945年7月16日に茨城県の文化財（史跡）に認定された。この調査報告書は『常陸台渡廃寺跡・下総結城八幡瓦窯跡』（1964年、茨城県教育委員会）として発行されている。
- 堀ノ内古窯跡群（茨城県西茨城郡岩瀬町（現・桜川市））

1956年（昭和31年）から1958年（昭和33年）の間に4次の調査が、高井と藤田清、上野武臣らにより行われた。報告書は『常陸国新治群上代遺跡の研究Ⅱ』（1988年、甲陽史学会）として発行された。
- 小野窯遺跡（茨城県新治郡新治村（現・土浦市）
- 八幡瓦窯跡（茨城県結城市）

1953年（昭和28年）に高井他、藤田清、中村盛吉率いる常総古文化研究会らの協力で調査が行われた。報告書は『常陸台渡里廃寺跡・下総結城八幡瓦窯跡』（1964年、茨城県教育委員会）。
- 富谷薬師台瓦窯跡（茨城県岩瀬町）

1951年（昭和26年）に高井、藤田清らにより2期に分けての調査が行われた。報告書は『常陸富谷薬師台瓦窯址の調査（甲陽史学会研究報告1）』（1954年、甲陽史学会）。
- 伊丹廃寺跡（兵庫県伊丹市）

高井を調査主任として、1958年（昭和33年）12月から調査が始まり、1965年（昭和40年）の第23次調査までの調査成果が高井の執筆により『摂津伊丹廃寺跡 : 発掘調査報告書』（1966年、伊丹市教育委員会）として刊行された。この発掘成果により伊丹廃寺跡は1966年（昭和41年）3月22日に国史跡指定された。
- 三ッ塚遺跡（兵庫県丹波市）

1972年（昭和47年）の第1次調査から1975年（昭和50年）の第4次調査までを総括責任者として主導した。当時この発掘作業に関わっていた五十川伸矢は、高井が学生達に混じり一緒に汗をかきながら発掘調査をしていたと、述べている。三ッ塚遺跡は1976年（昭和51年）に国の史跡に指定された。
- 広渡廃寺跡（兵庫県小野市）

## 甲陽学院での教育
高井は1947年に茨城師範学校から甲陽学院へ転任した。ここには甲陽学院の経営者の親族であった辰馬悦蔵の、学校に優秀な教師を迎えたい、との依頼を受けた高井の師でもある梅原末治が、高井を推薦したとの経緯がある。
学校では社会と日本史を教えた。また、中学の社会部、高校の地歴部の顧問として生徒を指導した。
教え子の一人である五十川伸矢（京都橘大学）は高井の授業について、高い専門性に基づき原始時代から奈良時代までを1年間かけて詳しく講義した、旨を述懐している。また高井と甲陽学院中学・高校の同僚教師であり、後、同校の校長となった山下正昭は高井について、
と述べている。
高井の教え子には以下の者がいる。
- 橋本久[10]
- 東野治之[10]
- 笠谷和比古[10]
- 舘野和巳[10]
- 竹永三男[10]
- 田辺征夫（元奈良文化財研究所長）[10]

地歴部に属していた田辺は高井より、「現場の土をひたすら観察せよ。古（いにしえ）がよみがえる。」と教わった、と述べている。
- 小林謙一[10]
- 宇野隆夫[10]
- 酒井一（三重大学）[22]
- 五十川伸矢（京都橘大学）[10]

彼ら教え子によって、高井が喜寿（77歳）の折には、『歴史学と考古学 高井悌三郎先生喜寿記念論集』（1988年、真陽社）が刊行されている。

## その他の業績
高井は以下の自治体等の文化財保護関係組織の一員に選ばれ、文化財の保護等に尽力した。
- 1942年（昭和17年）3月 - ：茨城県史蹟名勝天然紀念物調査会委員
- 1949年（昭和24年）12月 - 1958年（昭和33年）2月：兵庫県史蹟名勝天然紀念物調査委員
- 1965年（昭和40年） - 1973年（昭和48年）3月：伊丹市史編纂専門委員
- 1965年（昭和40年）5月 - ：茨城県史編さん専門委員
- 1967年（昭和42年）8月 - 1974年（昭和49年）3月：山陽新幹線・中国縦貫道文化財対策審議委員
- 宝塚市文化財審議会委員を1970年（昭和45年）4月に委嘱される。
- 1971年（昭和46年）4月 - 1976年（昭和51年）3月：兵庫県文化財専門委員
- 1982年（昭和57年）9月 - ：尼崎市文化財保護審議会委員
- 1984年（昭和59年）9月 - ：伊丹市文化財審議委員

また、戦前の新治郡衙跡等の発掘調査以後、終生交流を持った藤田清の収集した考古学資料を展示する私設博物館である「新治汲古館」の運営を支援する組織である「常総古文化研究所」の所長に、1996年（平成8年）に就任し、新治郡衙跡からの出土品等が含まれる新治汲古館のコレクションを護った。

## 著作
高井の執筆に関わった調査報告書、県市史等の主なものには以下のものがある（共著等含む）。
- 『常陸国新治郡上代遺跡の硏究』桑名文星堂、1944年。
- 『常陸富谷薬師台瓦窯址の調査（甲陽史学会研究報告1）』甲陽史学会、1954年。
- 『尼ヶ池瓦窯阯発掘調査概報（甲陽文庫）』1957年。 ※ 田岡香逸、西脇音八共著
- 『常陸大泉堀ノ内花見堂窯阯調査概報』1958年。 ※ 藤田清 共著
- 『播磨古法華山石仏と繁昌天神森石仏（甲陽史学会研究報告 2』1959年。 ※田岡香逸、宮川秀一共著
- 『常陸小目代遺跡についての覚書（石岡市史編纂資料12）』石岡市教育委員会、1960年。
- 『常陸台渡廃寺跡・下総結城八幡瓦窯跡』茨城県教育委員会、1964年。
- 『神戸市桜ヶ丘銅鐸・銅戈調査報告書 図版編（兵庫県文化財調査報告 1）』兵庫県教育委員会、196。 ※ 共編
- 『摂津伊丹廃寺跡発掘調査報告書』伊丹市教育委員会、1966年。
- 『伊丹市史 第4巻 史料編Ⅰ』伊丹市、1968年。 ※考古編を佐原眞、横田義章と共著
- 『伊丹廃寺跡の環境整備事業に伴う発掘調査の概要』伊丹市教育委員会、1970年。 ※ 橋本久、田辺征夫共著
- 『御願塚古墳環境整備に伴う発掘調査概報』伊丹市教育委員会、1971年。 ※ 橋本久共著
- 『伊丹市史 第1巻』伊丹市、1971年。 ※ 第2章および第3章の一部を執筆
- 『北摂ニュータウン計画地域内埋蔵文化財分布調査遺跡地図及地名表 2』兵庫県教育委員会、1971年。 ※ 橋本久共著
- 『平井古墳群分布調査報告（宝塚市文化財調査報告2）』宝塚市教員委員会、1972年。 ※ 井上道彦、浦長瀬隆、葛野豊共著
- 『堂坂遺跡発掘調査報告書（宝塚市文化財調査報告3）』宝塚市教育委員会、1972年。 ※ 葛野豊、橋本久、満岡忠成共著
- 『播磨大寺遺跡Ⅰ－昭和46年度発掘調査報告－』兵庫県小野市教育委員会、1972年。 ※ 堀江良弘共著
- 『丹波三ッ塚遺跡Ⅰ－昭和47年度発掘調査概報－』兵庫県氷上郡市島町、1973年。 ※ 橋本久、和田晴吾共著
- 『摂津旧清遺跡発掘調査報告（宝塚市文化財調査報告5）』宝塚市教育委員会、1973年。 ※ 野地修左、永井規男、葛野豊他共著
- 『摂津伊丹廃寺跡 昭和50年度発掘調査概報Ⅰ』甲陽史学会、1975年。
- 『丹波三ッ塚遺跡Ⅱ－昭和48・49年度発掘調査概報－』兵庫県氷上郡市島町、1975年。 ※ 田辺征夫、和田晴吾共著
- 『但馬国分寺跡Ⅰ－昭和48年度調査概報－（日高町文化財調査報告1）』兵庫県城崎郡日高町教育委員会、1975年。 ※櫃本誠一、宮本長二郎、吉田恵二共著
- 『播磨広渡寺廃寺跡発掘調査報告』兵庫県小野市教育委員会、1977年。 ※ 和田晴吾、中田興吉、五十川伸矢共著
- 『茨城の古瓦』茨城県立歴史館、1977年。 ※ 特別展図録編集
- 『丹波三ッ塚遺跡Ⅲ－昭和50年度発掘調査概報・鴨床古窯跡群分布調査報告－』兵庫県氷上郡市島町、1981年。 ※和田晴吾、中田興吉、五十川伸矢共著
- 『但馬国分寺跡木簡 （日高町文化調査報告5）』日高町教育委員会、1981年。 ※ 岡崎政雄、今泉隆雄、加賀見省一共著
- 『播磨千本屋廃寺跡』兵庫県宍栗郡山崎町教育委員会、1982年。 ※ 五十川伸矢、宮川禎一共著